# Arystobul II

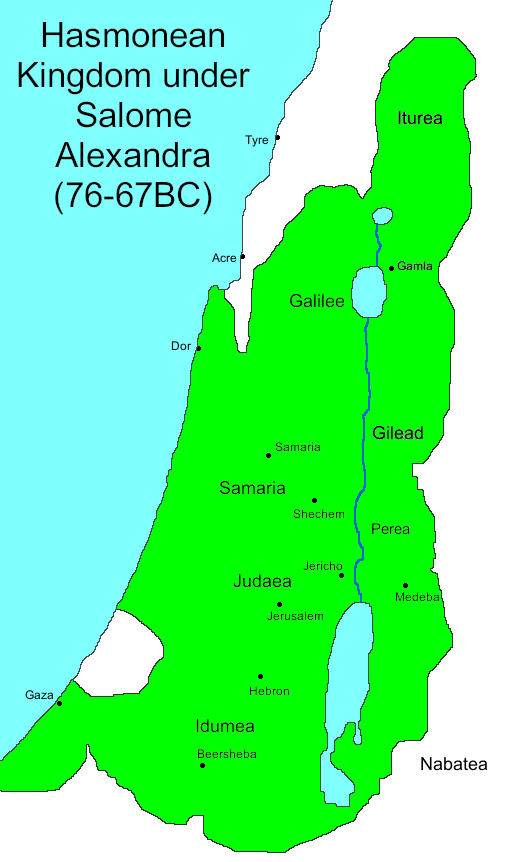
Państwo Machabeuszy do 63 p.n.e.

Arystobul II (zm. 49 p.n.e.) – król Judei i arcykapłan w latach 66–63 p.n.e. Był synem Aleksandra Jannaja.